# Gerizim
Gerizim (hebrejsky גְּרִזִים‎, arabsky Džebel et Tur), též přepisováno jako Gerizím či Garizim, je hora v Samařsku na Západním břehu Jordánu.

## Geografie
Dosahuje nadmořské výšky 865 metrů. Pod jejími svahy leží palestinské město Náblus. Na úbočí Gerizim se nachází též izraelská osada Har Bracha. Ve vrcholové partii se rozkládá osada Kirjat Luza, kterou obývají Samaritáni.

## Biblický význam
Bible se o ní zmiňuje jako o hoře požehnání. Samotný název hory se však překládá jako „Odříznutí“. Samaritáni ztotožňují horu Gerizim s horou Moria, kde Abrahám měl obětovat svého syna Izáka. Proto zde okolo roku 432 př. n. l. vystavěli svůj chrám. Ten byl sice roku 128 př. n. l. rozbořen vojskem judského krále Jochanana Hyrkána I., nicméně hora Gerizim zůstala pro Samaritány i nadále posvátným místem.